# 松本妃代
松本 妃代（まつもと きよ、1995年3月20日 - ）は、日本の女優、絵画アーティスト、絵本作家。
兵庫県芦屋市出身。フェリス女学院大学卒業。

## 略歴
2008年、エイベックス学生オーディションに合格。エイベックスマネジメントに所属し、芸能界入りする。
2011年9月23日、関西地区を軸に活動するダンス＆ヴォーカルユニット「Krystal burnish dolls」（クリスタル バーニッシュ ドール）に中途加入。並行してモデル方面や舞台方面などでも活動したが、女優の道一本に絞るため2015年3月に事務所を退所した。
AbemaTVの連続ドラマ『#声だけ天使』のボーイッシュな女の子、茜役に抜擢。役作りのため長かった髪をショートにする。またこの時期にソニー・ミュージックアーティスツに所属をした。
その後、映画『いなくなれ、群青』、テレビドラマ『僕はまだ君を愛さないことができる』などに出演。2020年度後期放送の『おちょやん』でNHK連続テレビ小説に初出演。
2020年12月27日、一般男性と結婚したことを報告した。

## 人物
身長158センチ。
趣味・特技は英会話（英検準1級）、ダンス、歌、絵を描くこと。
父がシューズデザイナーということもあり、自然な流れで小さい頃から家で絵を描いていた。20歳になって本格的に学び、2019年12月20日から22日まで南青山にあるレンタルギャラリー・サイト青山で初の絵画個展を開催。そして、2020年11月27日から29日まで同じギャラリーにて二度目の個展を開催した。
女優としての目標は「え、同一人物だったの？」とびっくりされるような、その作品の世界観のなかで生きられる女優。
日本酒が好き。

## 出演

### 映画
- ボクソール★ライドショー 恐怖の廃校脱出!（2016年1月16日） - キヨ 役
- Wolf of Vengeance（2016年6月18日） - 赤頭巾 役
- 吉田類の「今宵、ほろ酔い酒場で」（2017年6月10日、KADOKAWA） - ヒロイン・山下絵里子 役
- あさひなぐ（2017年9月22日、東宝） - 水野沙織 役
- チワワちゃん（2019年1月18日、KADOKAWA） - サヨコ 役[15]
- ダンスウィズミー（2019年8月16日公開、ワーナー・ブラザース映画） - 小川結花 役
- いなくなれ、群青（2019年9月6日、KADOKAWA/エイベックス・ピクチャーズ） - 水谷 役[16][17][18]
- わたしは光をにぎっている（2019年11月15日、ファントム・フィルム） - 石田妃菜 役
- 東京バタフライ（2020年9月11日、スターダストピクチャーズ）
- 映像研には手を出すな！（2020年9月25日、東宝） - 藤子 役[19]
- 1秒先の彼（2023年7月7日、ビターズ・エンド）[20]
- うかうかと終焉（2023年10月13日、マジックアワー） - 児玉香奈枝 役[21][22]
- MY (K)NIGHT マイ・ナイト（2023年12月1日、松竹）[23]
- 一月の声に歓びを刻め（2024年2月9日、東京テアトル） - 海 役[24]

### テレビドラマ
- コードネームミラージュ（2017年4月8日 - 9月23日、テレビ東京） - 七尾まり恵 役
- 賭ケグルイ（2018年1月15日 - 3月19日、毎日放送） - 蕾菜々美 役
- マジで航海してます。〜Second Season〜（2018年7月30日 - 9月3日、毎日放送 / 8月1日 - 9月5日、TBS）
- 刑事7人 第4シリーズ 第5話（2018年8月8日、テレビ朝日） - 亀井咲子 役[25]
- 仮面同窓会（2019年6月1日 - 7月21日、東海テレビ/フジテレビ） - 江藤なるみ 役
- 僕はまだ君を愛さないことができる（2019年7月16日〈15日深夜〉 - 9月10日〈9日深夜〉、フジテレビ） - 河野麻希 役[26]
- グッバイ筋肉！（2019年9月6日、TOKYO MX） - 主演・貴代子 役
- 映像研には手を出すな!（2020年4月6日 - 5月11日、毎日放送 / 2020年4月8日 - 5月13日、TBS） - 藤子 役
- スポットライト 第2話（2020年7月14日、TOKYO MX） - 紗季 役[27]
- 女子グルメバーガー部 第2話・第3話・最終話（2020年7月17日・24日・9月26日、テレビ東京） - 主演・北見七瀬 役[28]
- そのご縁、お届けします-メルカリであったほんとの話- 第3話 (2020年11月17日、TBS/毎日放送） - 倉田佳苗 役
- 連続テレビ小説 おちょやん（2020年、NHK大阪放送局） - 石田香里 役[7][29][30]
- WOWOWオリジナルドラマ にんげんこわい 第1話「心眼」（2022年2月6日、WOWOW）- 小春 役[31]
- ゴシップ#彼女が知りたい本当の○○ 第8話 （2022年2月24日、フジテレビ）- 坂田彩 役
- やんごとなき一族（2022年4月21日 - 5月5日・6月30日、フジテレビ） - 深山リツコ 役[32][33]
- 心霊内科医 稲生知性 第2夜（2023年3月29日、フジテレビ） - 一ノ瀬美咲 役[34]
- おいち不思議がたり第1話・2話（2024年9月1日・8日、NHK BS・NHK BSプレミアム4K） - お梅 役

### ウェブドラマ
- #声だけ天使（2018年1月15日 - 3月19日、AbemaTV） - 小森茜 役[35]
- 「北欧、暮らしの道具店　[ひとりごとエプロン] 」Season1&2 - 主演・林夏希 役

### バラエティ
- THE突破ファイル（日本テレビ）
- おもてなしの基礎英語（2019年度、NHK Eテレ） - 卯月えみ 役

### 舞台
- 東京俳優市場2012春 第3話「池袋レインボウズ〜2012春〜」（2012年）
- ミュージカル「AMNESIA」（2014年1月9日 - 1月19日） - リカ 役
  - ミュージカル「AMNESIA」re:again（2014年9月3日 - 9月10日、東京 / 9月20日 - 9月23日、大阪）
- ミュージカル『ハートの国のアリス』（2015年2月4日 - 11日、全労済ホールスペース・ゼロ） - 主演・アリス＝リデル 役
  - ミュージカル『ハートの国のアリス〜The Best Revival〜』（2016年1月16日 - 24日、全労済ホールスペース・ゼロ）
- 奇子（2019年7月14日・15日、水戸芸術館ACM劇場 ※プレビュー公演 / 7月19日 - 28日 紀伊國屋ホール / 8月3日・4日、サンケイホールブリーゼ） - 天外志子 役[36][37]
- 内村文化祭 '21満面（2021年10月14日 - 17日、日本青年館ホール）
- パルコ・プロデュース2022 舞台「桜文」（2022年9月5日 - 25日、PARCO劇場 / ほか大阪・愛知・長野公演）- 振袖新造 葵 役[38]

### CM
- ソニー「Xperia UL」「Cyber-shot WX20」（2013年）
- NTTドコモ「dビデオ」（2014年）[4]
- 不二家「ミルキー」（2014年）
- リクナビ2014[13]
- ユニバーサル・スタジオ・ジャパン「ユニバーサルワンダークリスマス2014」
- トヨタ自動車「TOYOTOWNクリスマス」（2014年）
- 日本ハム「シャウエッセン」（2015年）
- 東京ディズニーリゾート「クリスマス ヒカリの魔法につつまれて」（2015年）
- マスターカード「食べログ編」（2017年）
- GREE「アナザーエデン 時空を超える旅」（2017年）
- ローソン「Lチキ」（2017年）
- Microsoft「Windows PC MyヒーローPC岡本あき篇」（2017年）
- Starbucks Coffee×LINEギフト「LINEギフトで贈るバレンタイン」（2018年）
- スズキ「ラパン モード」
  - 「横顔」篇（2018年12月7日 - ）
  - 「守りたい笑顔」篇（2019年6月18日 - ） [39]
  - 「無邪気な笑顔」篇（2020年1月23日 - ）
- モスバーガー「テリヤキラップ」（2019年3月）
- 全薬工業「アルージェ 今日の横顔」篇（2019年10月4日 - ）
- エイチームブライズ「Hanayume」（2019年11月）[1]
- JR東日本サービスクリエーション「グリーンアテンダント」（2020年）[40][41][42]

### PV
- Official髭男dism「愛なんだが…」（2015年）[43]
- UMBERBROWN「GRACE」（2015年）
- 在日ファンク「それぞれのうた」（2016年）
- BRIDGT「Starts from」
- DISH//「PM 5:30」（2019年）[44]
- Uru「あなたがいることで」（2020年）
- CRCK/LCKS「RISE」（2020年）

### 個展
- On a moonlit night〜月明りの夜に〜（2019年12月20日 - 22日、東京・サイト青山）
- まるいとき（2020年11月27日 - 29日、東京・サイト青山）
- つぐみ（2021年12月10日 - 12日、東京・サイト青山）